# Bisamapfeluhr

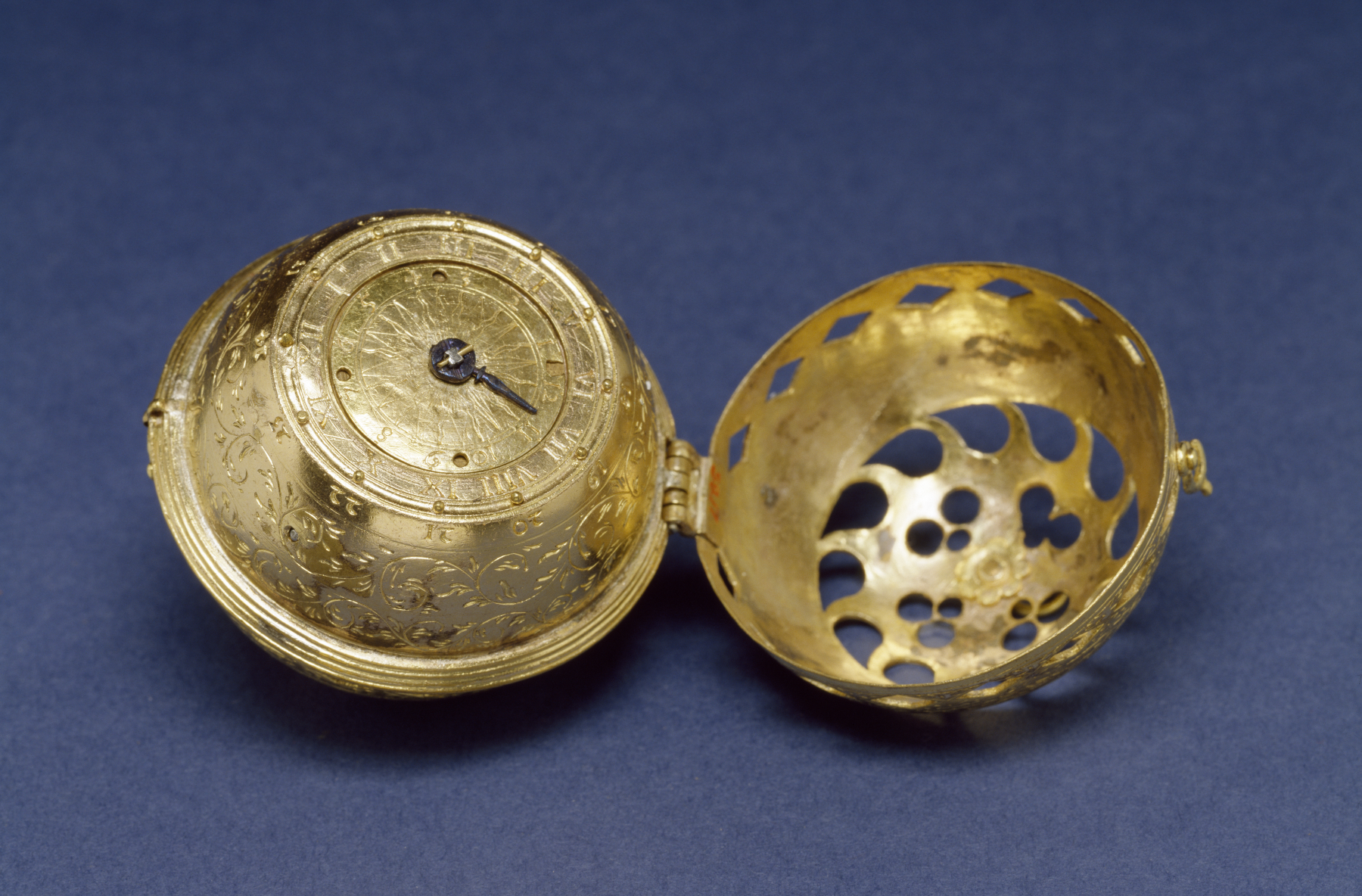
Die Melanchthon-Uhr von 1530

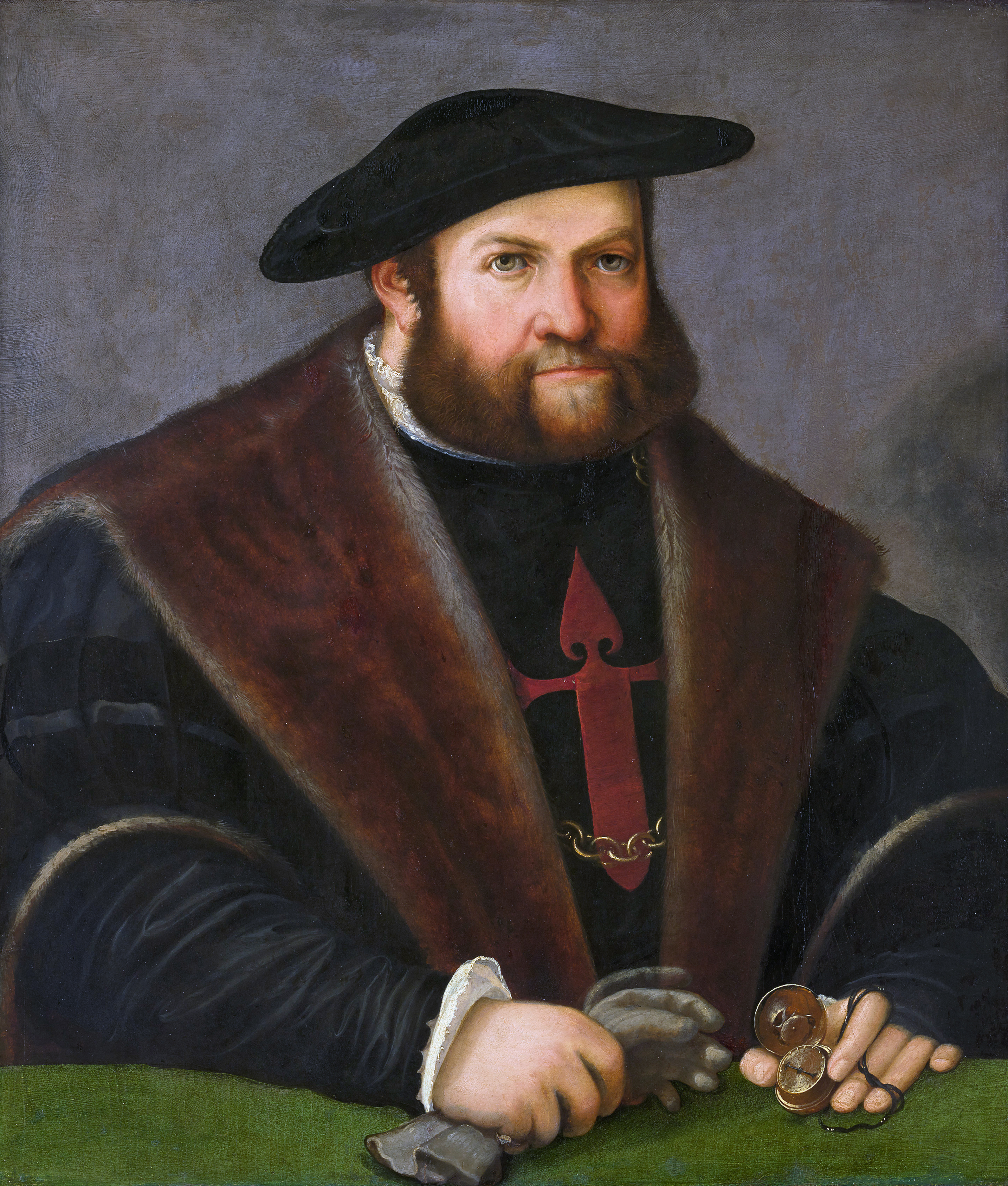
Der Kaufmann und Ritter des Santiago-Ordens Ulrich Ehinger mit seiner Bisamapfeluhr, Christoph Amberger, etwa 1540, Kunsthistorisches Museum

Eine Bisamapfeluhr, auch Bisamapfel genannt, ist eine sehr frühe, kugelförmige Taschenuhr mit Federwerk.

## Herkunft des Namens
Ein Bisamapfel ist ursprünglich ein Riechapfel. Diese fanden im Mittelalter vom Orient her über ganz Europa Verbreitung und wurden als modisches Anhängsel in den Städten getragen. Sie waren kugelförmig mit einem oder mehreren zentralen Abteilen, in die die Riechsubstanz (Bisam oder anderes) eingefüllt wurden, woran man riechen konnte, um kein Miasma in die Nase dringen zu lassen. Erhaltene Riechäpfel haben des Weiteren Öffnungen in der äußeren Hülle, damit der Geruch besser austreten konnte.
Im frühen 16. Jahrhundert begann Peter Henlein in Nürnberg als „der ersten einer“, in diese Riechessenz-Behälter kleine Uhrwerke einzubauen. Die Gestalt war dabei eine untere Kugelhälfte, an der die obere Kugelhälfte mit einem Scharnier befestigt war. Die obere Kugelhälfte konnte aufgeklappt werden – darunter zeigte sich im Inneren eine weitere – kleinere – Kugelhälfte, auf deren Oberseite das Zifferblatt eingraviert ist. Um das Zifferblatt sind zwölf Tastpunkte angebracht.
Als älteste vollständig erhaltene Taschenuhr der Welt gilt eine Bisamapfeluhr, die Philipp Melanchthon gehört haben soll und mit dem Jahr 1530 versehen ist. Sie war 2014/2015 im Germanischen Nationalmuseum als Leihgabe des Walters-Art-Museums aus Baltimore zu sehen. Zwei weitere gesichert authentische Bisamapfeluhren sind bekannt, jedoch mit unvollständigem bzw. ohne Uhrwerk.